# Мешковиці (гміна)
Гміна Мешковіце (пол. Gmina Mieszkowice) — місько-сільська гміна у північно-західній Польщі. Належить до Ґрифінського повіту Західнопоморського воєводства.
Станом на 31 грудня 2011 у гміні проживало 7476 осіб.

## Територія
Згідно з даними за 2007 рік площа гміни становила 238.67 км², у тому числі:
- орні землі: 43.00%
- ліси: 45.00%

Таким чином, площа гміни становить 12.77% площі повіту.

## Населення
Станом на 31 грудня 2011:
| Опис     | Загалом | Загалом | Чоловіки | Чоловіки | Жінки | Жінки |
| -------- | ------- | ------- | -------- | -------- | ----- | ----- |
| одиниця  | осіб    | %       | осіб     | %        | осіб  | %     |
| все      | 7476    | 100     | 3778     | 50.54    | 3698  | 49.46 |
| міське   | 3612    | 100     | 1802     | 49.89    | 1810  | 50.11 |
| сільське | 3864    | 100     | 1976     | 51.14    | 1888  | 48.86 |

## Сусідні гміни
Гміна Мешковіце межує з такими гмінами: Болешковіце, Дембно, Моринь, Тшцинсько-Здруй, Хойна, Цединя.